# Boophis williamsi
Boophis williamsi (Guibé, 1974) è una rana della famiglia Mantellidae, endemica del Madagascar.

## Distribuzione e habitat
La presenza di questa specie è documentata solo sul massiccio dell'Ankaratra, nel Madagascar centro-orientale, ad una altitudine di 2.100 m s.l.m.

## Conservazione
Per la ristrettezza del suo areale, non tutelato da alcun vincolo di protezione, e la esiguità della popolazione B. williamsi è classificata dalla IUCN Red List come specie in pericolo critico di estinzione.